# زباد آفریقایی
گربه زباد آفریقایی (نام علمی: Civettictis civetta) نام یک گونه از تیره گربه‌زبادان است.